# Jubilee Gardens
Jubilee Gardens ist ein öffentlicher Park am Südufer der Themse im Stadtbezirk Lambeth von London, der Hauptstadt des Vereinigten Königreichs.

## Geschichte
Der Park wurde 1977 anlässlich des Silbernen Thronjubiläums von Elisabeth II. angelegt. Der Standort wurde zuvor während des Festival of Britain 1951 für das zeitweilige Ausstellungsgebäude Dome of Discovery und den angrenzenden Skylon genutzt.
Jubilee Gardens diente als Standort für Großveranstaltungen und Events, darunter als Startpunkt des London-Marathons. Sie wurden in den späten 1990er Jahre stark in Mitleidenschaft gezogen, als sie Baustelle für die Jubilee Line wurden. Eine einfache Wiederherstellung 2004 verlieh ihnen ein flaches, konturloses Gesicht.
Eine 4,5 Millionen Pfund teure Neugestaltung des Parks wurde im Mai 2012 abgeschlossen, kurz vor dem Diamantenen Thronjubiläum von Elisabeth II. und den Olympischen Sommerspielen 2012, um ihn in einen gewachsenen Park mit Bäumen und Hügeln zu verwandeln. Die neu gestalteten Gärten wurden von den niederländischen Landschaftsarchitekten West 8 entworfen. Die Wiedereröffnung erfolgte im Oktober 2012 durch Königin Elisabeth II.

## Beschreibung
Der öffentlich zugängliche Park hat Blumenbeete, Fußpfade aus Granit und einen modernen Spielplatz. Zugänge befinden sich an vier Stellen, zwei davon am Queen’s Walk und zwei auf der entgegengesetzten Seite an der Belvedere Road. Von allen vier Punkten gelangt man auf einen Rundweg durch die Jubilee Gardens. Mit 5,5 Millionen Besuchern im Jahr gibt es einen starken Nutzungsdruck. Der Park wird vom Jubilee Gardens Trust betrieben.
Im Park befindet sich ein Denkmal für die Opfer der Internationalen Brigaden im spanischen Bürgerkrieg, insbesondere für das britische Bataillon, das sehr schwere Verluste erlitt. Am Fuße des Fahnenmastes ist außerdem ein Pflasterstein zum Gedenken an John Dimmer (Träger des Victoria-Kreuzes), einen Helden des Ersten Weltkriegs.
In der Nähe des Parks sind das London Eye, das Shell Centre, die County Hall und die Themse.

## Galerie

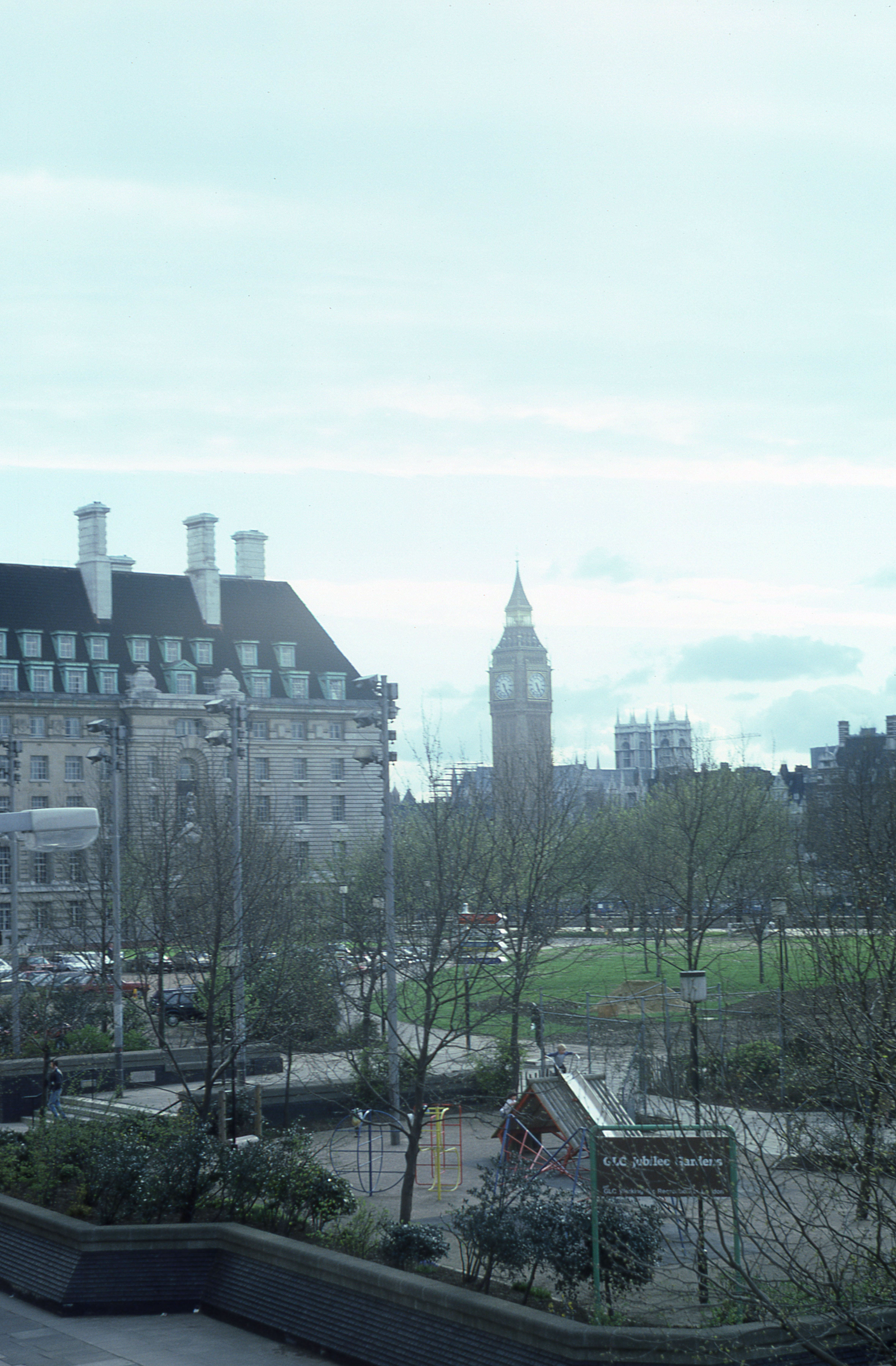
Jubilee Gardens (1986)
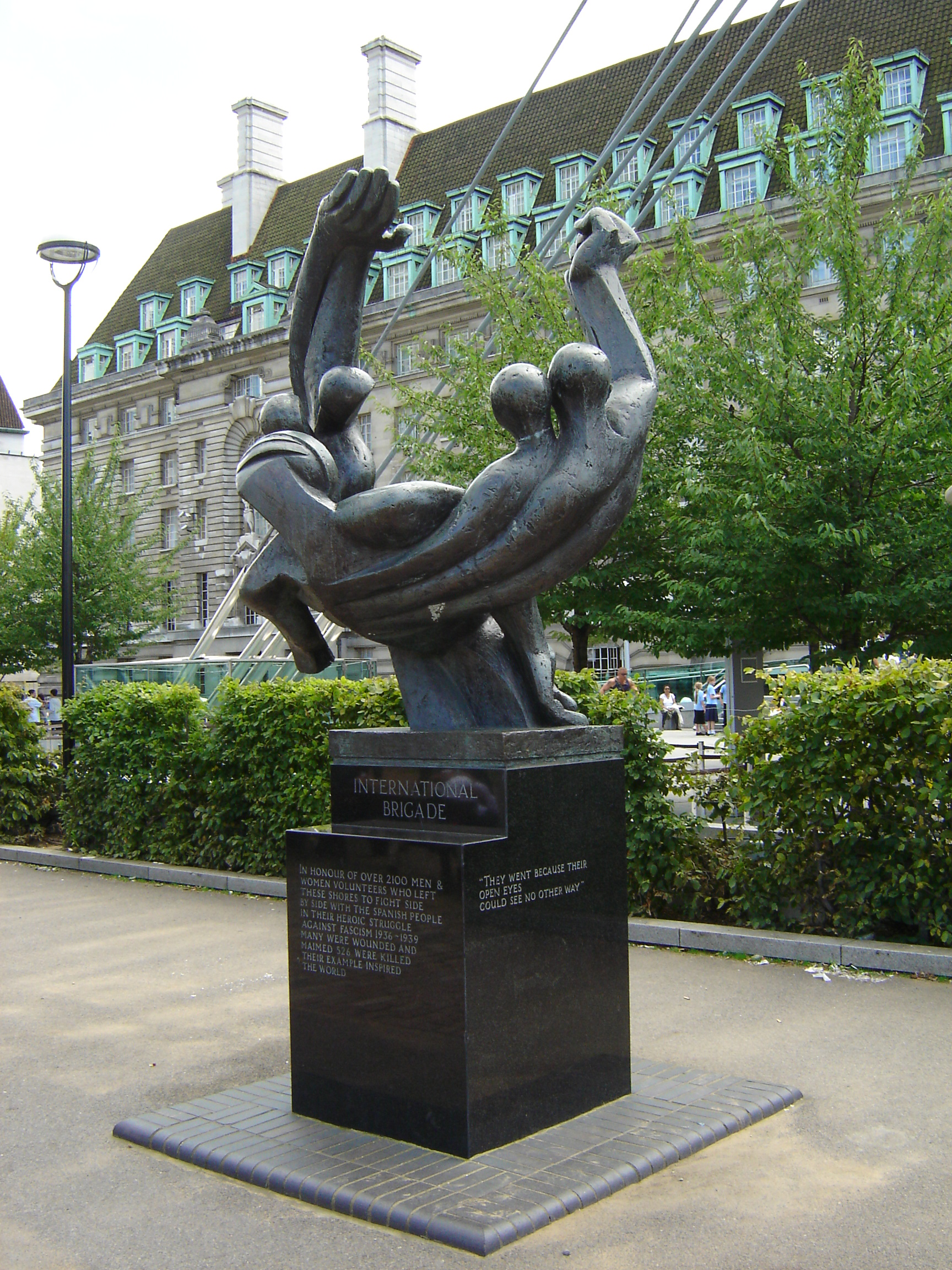
Denkmal der Internationalen Brigaden mit LCC-Gebäude (2007). Im Hintergrund Abspannseile des London Eye.
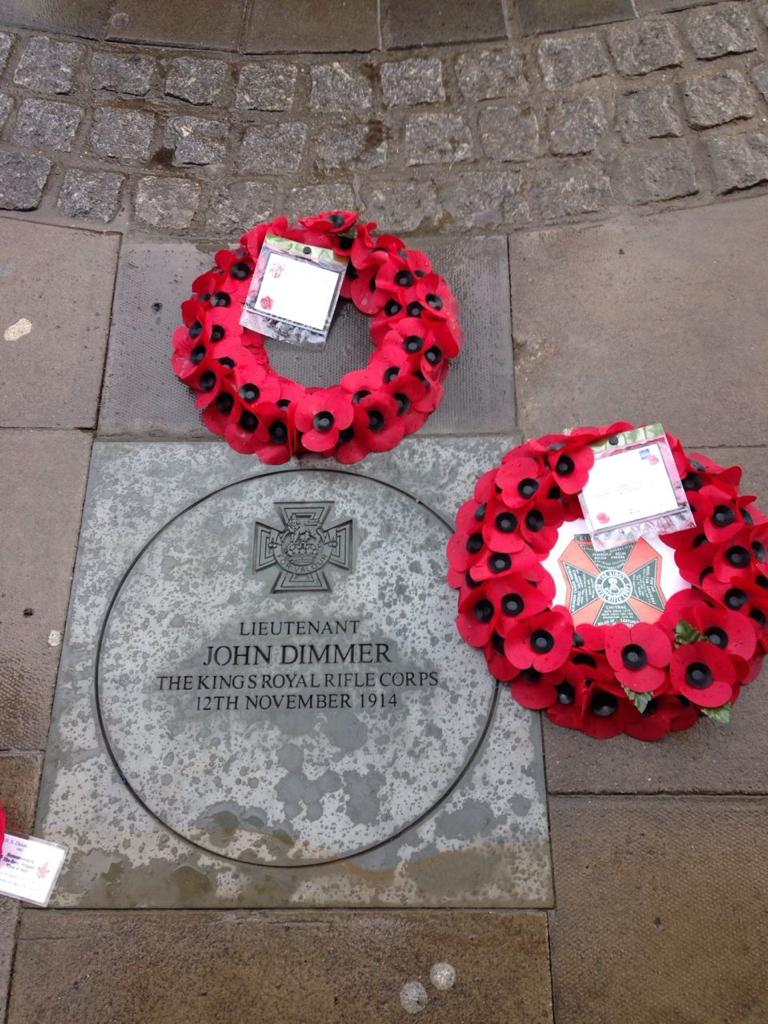
Gedenktafel zur Erinnerung an John Dimmer (2014)
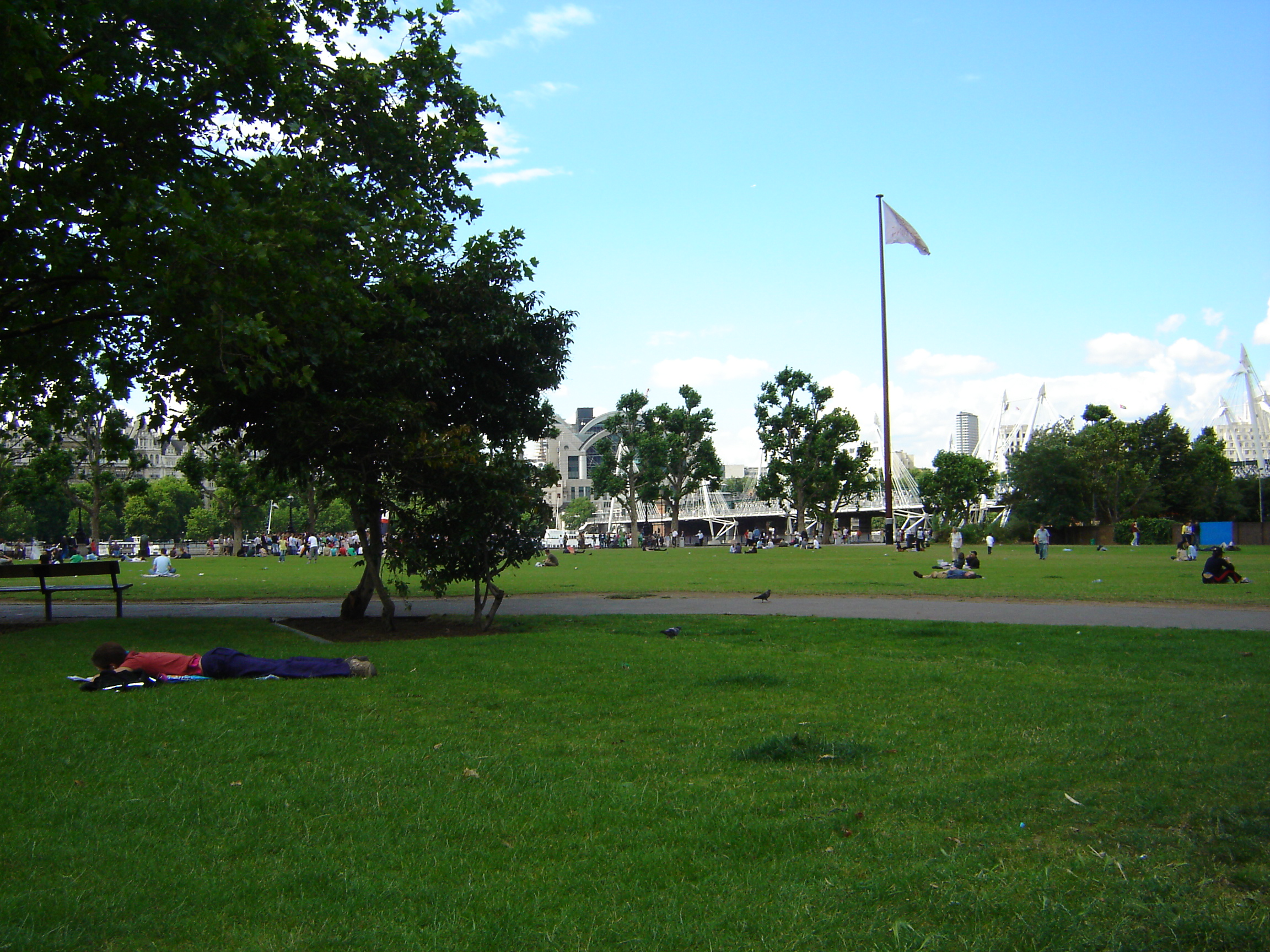
Jubilee Gardens vor der Neugestaltung mit der Hungerford Bridge im Hintergrund (2007).
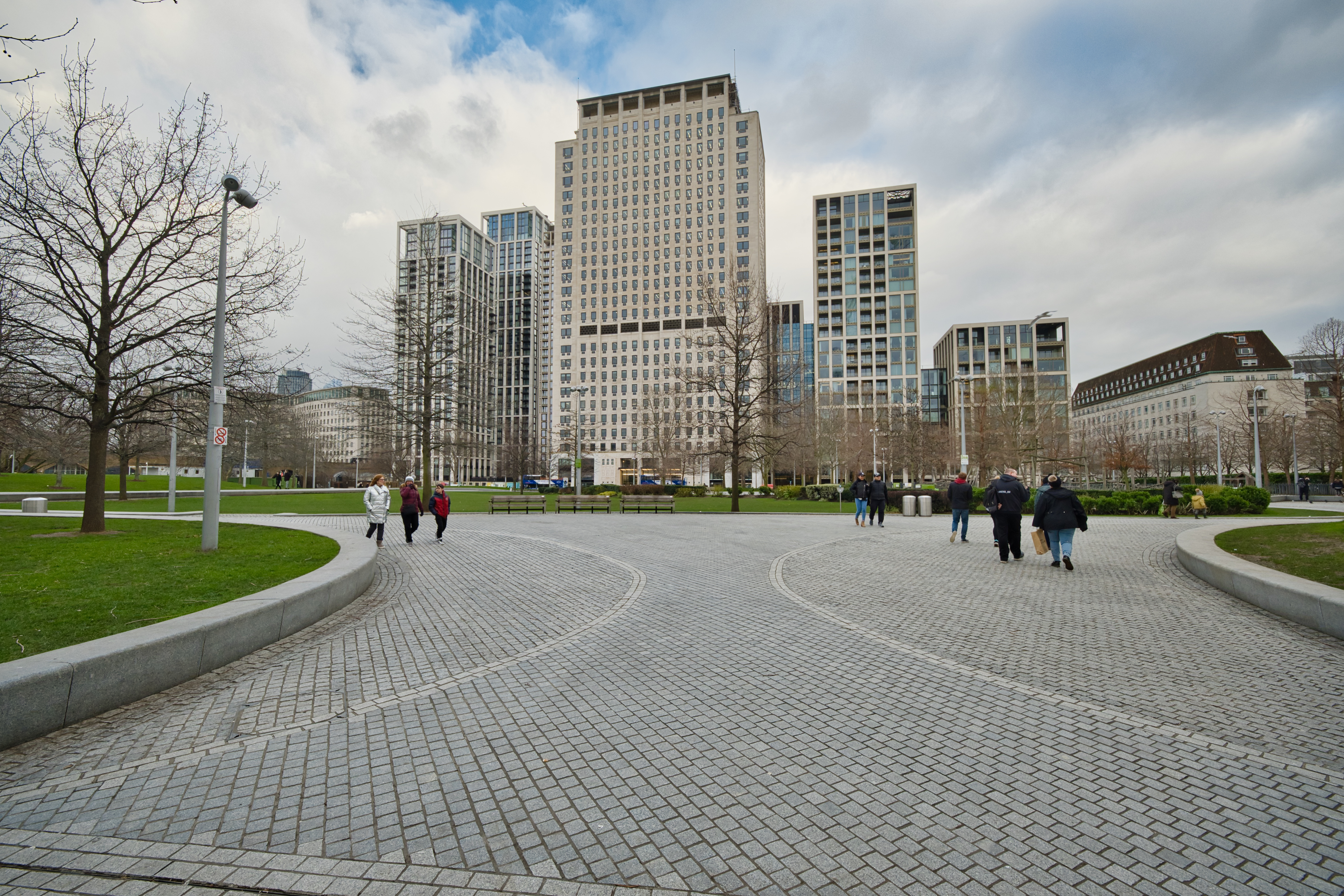
Ansicht 2022, mit Hochhaus Shell Centre